# Борго Кјари (Тревизо)
Борго Кјари је насеље у Италији у округу Тревизо, региону Венето.
Према процени из 2011. у насељу је живело 42 становника. Насеље се налази на надморској висини од 187 м.